# Mistrzostwa Świata Juniorów w Snowboardzie 2004
Mistrzostwa Świata juniorów w Snowboardzie 2004 – ósme mistrzostwa świata juniorów w snowboardzie. Odbyły się w dniach 11–14 lutego 2004 roku w niemieckiej miejscowości Oberwiesenthal oraz na czeskim Klínovcu. Były to pierwsze w historii mistrzostwa świata juniorów w snowboardzie rozgrywane w dwóch krajach. 

## Wyniki

### Mężczyźni
| Konkurencja       | Data      | Złoto                | Srebro             | Brąz                |
| Gigant równoległy | 11 lutego | Dominik Fiegl        | Hiroki Tozaki      | Benjamin Karl       |
| Snowcross         | 12 lutego | Paul-Henri de Le Rue | Francesco Sandrini | Markus Schairer     |
| Halfpipe          | 14 lutego | Markus Malin         | Sami Saarenpää     | Michael Goldschmidt |
| Big air           | 12 lutego | Pekka Ruokaknen      | Hubert Fill        | Shayne Pospisil     |

### Kobiety
| Konkurencja       | Data      | Złoto            | Srebro          | Brąz                 |
| Gigant równoległy | 22 lutego | Niina Sarias     | Amelie Kober    | Jasmin Seiler        |
| Snowcross         | 21 lutego | Joanie Anderson  | Susanne Moll    | Hilde-Katrine Engeli |
| Halfpipe          | 23 lutego | Sophie Rodriguez | Paulina Ligocka | Halley Van Muyen     |
| Big air           | 24 lutego | Paulina Ligocka  | Mary Sallah     | Anna Jalasti         |

## Tabela medalowa
| Lp. | Państwo           | złoto | srebro | brąz | Suma |
| --- | ----------------- | ----- | ------ | ---- | ---- |
| 1   | Finlandia         | 3     | 1      | 1    | 5    |
| 2   | Francja           | 2     | 0      | 0    | 2    |
| 3   | Austria           | 1     | 2      | 2    | 5    |
| 4   | Stany Zjednoczone | 1     | 1      | 2    | 4    |
| 5   | Polska            | 1     | 1      | 0    | 2    |
| 6   | Japonia           | 0     | 1      | 0    | 1    |
| 6   | Niemcy            | 0     | 1      | 0    | 1    |
| 6   | Włochy            | 0     | 1      | 0    | 1    |
| 9   | Kanada            | 0     | 0      | 1    | 1    |
| 9   | Norwegia          | 0     | 0      | 1    | 1    |
| 9   | Szwajcaria        | 0     | 0      | 1    | 1    |